# Шаул Ладани
Шаул Пол Ладани (хебр. שאול לדני; Београд, 2. април 1936) бивши је израелски двоструки олимпијац који се такмичио у дисциплини брзог ходања. Држи светски рекорд у пешачењу на 50 миља (7.23.50), као и израелски национални рекорд у пешачењу на 50 километара (4.17.07). Бивши је светски првак у брзом ходању на 100 километара.
Ладани је преживео концентрациони логор Берген-Белзен 1944. године, кад је имао осам година, а 1972. године Минхенски масакр. Био је професор индустријског инжењерства и менаџмента на Универзитету Бен Гурион, аутор је десетак књига и 120 научних радова, а наводно говори девет језика. Живи у Омеру, у Израелу.
Упитан да ли би било поштено назвати га крајњим преживелим, Ладани се насмејао и одговорио: „Не знам за то. Оно што могу рећи јесте да у мом животу никад није било досадног тренутка.”

## Биографија

### Детињство
Ладани је рођен 2. априла 1936. године у Београду, у Краљевини Југославији, у јеврејској породици. Има две сестре, Шош (две године старије) и Марту (пет година млађу, заправо његову прву рођаку, коју су родитељи усвојили када је имала шест месеци).

### Концентрациони логор
Током холокауста у Европи, Ладанијеви бака и деда по мајци послати су у концентрациони логор Аушвиц, где су, рекао је Ладани, „од њих правили сапун“.
У априлу 1941. године, када је имао пет година, Немци су напали Београд и Луфтвафе је бомбардовао његов дом. Родитељи су побегли са њим у Мађарску. Тамо су га, када је имао осам година, покушали да сакрију у манастир на чување, упозоравајући га да држи у тајности чињеницу да је Јеврејин. Све време био је престрављен да ће га открити, али каже да се после тог искуства ничега није плашио.
Нацисти су осмогодишњака 1944. године ухватили са родитељима и пребацили у концентрациони логор Берген-Белсен. Много јеврејске породице су убијене али су њега у децембру 1944. спасили амерички Јевреји који су платили откупнину за пуштање одређеног броја Јевреја, укључујући њега и његове родитеље из концентрационог логора, где је већ убијено 100.000 mЈевреја.
Видео сам оца како су га претукли СС и тамо сам изгубио већи део породице. Договор о откупнини који су Американци покушали спасио је 2.000 Јевреја и ја сам био један. Ја сам већ био ушао у гасну комору, али су ме извукли. Бог зна зашто.
Описујући концентрациони логор, мајор Дик Вилијамс, један од првих британских војника који је ушао и ослободио логор, рекао је: „Било је то зло, прљаво место; пакао на Земљи.” Ладани је био један од ретких југословенских 70.000 Јевреја који су преживели Холокауст. Концентрациони логор посећује сваки пут када је у Европи. Такође је био тамо за 50. годишњицу ослобођења и када је посвећен музеј Берген-Белзен.
Довезен је возом Кастнер из Берген-Белзена за Швајцарску. По завршетку рата, он се са породицом вратио у Београд. У децембру 1948. године, када је имао 12 година, породица је емигрирала у Израел, који је тек постао национална држава.

### Образовање
Ладани је дипломирао машинство на Израелском институту за технологију 1960., и магистрирао 1961. Године 1964. стекао је диплому о пословној администрацији на Хебрејском универзитету у Јерусалиму. Године 1968. добио је докторат Универзитета Колумбија, праћено постдокторским истраживањем на Универзитету у Тел Авиву.

## Такмичарска пешачка каријера

### Рана каријера и Олимпијске игре
Ладани је започео такмичарску каријеру као маратонац у Израелу, када је имао 18 година. Касније је рекао „педесетих година, када сам почео да трчим, људи су такође мислили да сам луд. Јевреји нису бежали. Они би се смејали.“ Такође је рекао да су „људи то схватили само као казну за војнике“. Средином двадесетих година, раних 1960-их, прешао је на тркачко ходање. Ладани је своју прву трку проходао 1962. Коментаришући овај спорт, рекао је „Потребна вам је одређена врста менталног става: спремност да преузмете казну, недостатак утехе и бол да бисте наставили и наставили. Нисам психолог, али да ли сам био тврдоглав па сам ушао у тркачко ходање? Или сам ушао у тркачко ходање и постао тврдоглав? Исто је у свим догађајима на даљину. Они који одустану не побеђују, а победници не одустају.“
1963. године освојио је прву од својих 28 израелских државних титула. Године 1966. оборио је најстарији рекорд у САД-у, који је стајао од 1878. године, у пешачењу од 50 миља. У априлу 1968. поново је оборио амерички рекорд у препешачењу од 50 миља, са временом 8:05:18 у Њу Џерсију. 1968. године,, са 32 године, Ладани се такмичио на својим првим олимпијским играма - Олимпијским играма 1968. године - у пешачењу од 50 километара у Мексико Ситију. Завршио је на 24. месту, са временом од 5 сати, 1 минут и 6 секунди. Тренирао је и такмичио се без тренера.
На 8. играма Макабије у јулу 1969. године освојио је златну медаљу у шетњи од 3 км (13.35.4). Потом је на Играма Макабија 1973. победио у шетњи од 10 км и 50 км. Почетком 1972. Ладани је поставио светски рекорд у ходу од 50 километара у времену 7:44:47, разбивши светски рекорд који је стајао од 1935. У априлу 1972. спустио је свој светски рекорд на 7:23:50, у Њу Џерзију; светски рекорд који траје и данас. Такође држи израелски национални рекорд у пешачењу од 50 километара, од 4:17:07, који је такође поставио 1972.
У септембру 1972. вратио се као једини мушки члан израелског атлетског тима, да би се такмичио у пешачењу од 50 километара на Олимпијским играма 1972. у Минхену, Немачка. Рекао је да жели Немцима да покаже да је Јевреј преживео, а на дресу за загревање носио је Давидову звезду. Када су му локално становништво честитали на течном немачком језику, одговорио је: „Добро сам то научио када сам провео годину дана у Берген Белзену“. Упитан о такмичењу у Немачкој, рекао је: „Не кажем да морам да мрзим Немце, посебно не млађу генерацију, али не осећам посебно симпатије према старијој генерацији која је оптужена за оно што се догодило у нацистичком периоду.“
Ладани је завршио трку на 19. месту, са временом од 4 сата, 24 минута и 38 секунди. Упитан како се осећа, одговорио је: „Арогантан због онога што су ми Немци учинили; поносан јер сам Јеврејин“. Затим се вратио у олимпијско село спортиста и легао да спава.

### Масакр у Минхену
У раним сатима 5. септембра 1972. године започео је Минхенски масакр. Осам палестинских терориста који су носили пушке, били су припадници фракције Црни септембар Палестинске ослободилачке организације, провалили су у израелске четврти у Олимпијском селу како би узели за таоце израелске олимпијске спортисте и тренере. Терористи су ухватили тренера рвања Мошу Вајнберга. Пуцали су и убили Вајнберга, а његово тело избацили кроз прозор на плочник.
Рано ујутро неко ме пробуди, отворим очи и тада мој цимер са Олимпијских игара у Мексику каже: „Устани, Монеа су убили арапски терористи“. Познавао сам га као шаљивџију, али то је звучало преозбиљно, па сам, без пуно размишљања, у пиџами пришао улазним вратима стана, отворио их и осврнуо се око себе. Видео сам стражаре из села који су разговарали са неким ко је стајао на улазу у стан број један. Приметио сам његову тамну кожу и капу и слушао сам, и даље не плашећи се и не мислећи да је нешто веома опасно за мене, а чувари траже дозволу да Црвени крст уђе у стан један и пружи помоћ рањеној особи а човек одбија. Рекли су: „Зашто бисте били нехумани?“, А човек је одговорио отприлике као, Јевреји или Израелци „такође нису хумани“. У том тренутку сам схватио да се нешто догађа и затворио сам врата.
Други члан тима одвео је Ладанија до прозора и показао на мрље од крви испред стана. Одлучили су да изађу из стана кроз задњи део свог стана који је био изашао на травњак, иако су знали да ће бити видљиви терористима.
Терористи са другог спрата, из стана број један, имали су јасан поглед с прозора и ми смо се иселили, шетали травњаком без трчања или цик-цак, али у снажним и сигурним ногама. Можда је било глупо? Али то смо учинили напустили смо стан кроз травњак.
Преживели терориста Џамал Ал-Гаши открио је да је Ладани примећен како одјурује од зграде, наводећи терористе да верују да су прекасно узели било које таоце у стану број два, иако је неколико њих још увијек било у стану. Ладани је потрчао око зграде у којој је смештен амерички тим и лупао у стан у приземљу који је припадао тренерима тима. Пробудио је америчког тренера Била Бовермана, који је алармирао немачку полицију. Боверман је позвао америчке маринце да дођу и заштите пливача америчких јеврејских олимпијаца Марка Спица и бацача копља Шмита. Ладани је био прва особа која је проширила узбуну због напада и био је један од само петорице израелских чланова тима који су побегли. Вајнберг и још 10 израелских олимпијских спортиста и тренера отели су и убили терористи.

Бројни телевизијски, радио и новински извештаји навели су Ладанија као једног од убијених. У једном наслову писало је: „Ладани није могао по други пут да побегне од своје судбине у Немачкој“. Ладани се касније сетио:
Ударац ме није погодио у време када смо били у Минхену. Било је то кад смо се вратили у Израел. На аеродрому у Лоду била је огромна гужва - можда око 20 000 људи - и свако од нас, преживелих, стајао је поред једног ковчега на писти. Неки пријатељи су ми пришли и покушали да ме пољубе и загрле као да сам готово дух који се вратио жив. Тада сам заиста схватио шта се догодило и емоција ме погодила.
Тројица чланова Црног септембра преживели су и ухапшени у минхенском затвору, али су власти западне Немачке одлучиле да их пусте следећег месеца у замену за таоце отетог лета Луфтханса 615  Двојица ослобођених чланова Црног септембра су касније убијени, као и други који су организовали Минхенски масакр, од стране израелског Мосада током акције Гнев Божји. 1992. године, говорећи о масакру, Ладани је рекао: „Стално ме прати тај дан и сећам се сваког детаља“. Сваке године, 6. септембра, посећује гробове својих убијених саиграча у Тел Авиву.
Међународни олимпијски комитет је 2012. године одлучио да не одржи минут ћутања пре почетка Олимпијских игара 2012. године, да ода почаст 11 израелских олимпијаца који су убијени пре 40 година. Жак Рог, председник МОК-а, рекао је да би то било „непримерено“. Говорећи о одлуци, Ладани је прокоментарисао: „Не разумем. Не разумем и не прихватам га “.

### Остатак каријере
Ладани се вратио на такмичење два месеца касније, противно жељама израелских атлетских власти. Специјалиста за ходање на велике даљине такмичио се на Светском првенству 1972. у Лугану, у Швајцарској. Освојио је златну медаљу у шетњи на 100 км, у времену 9:31:00.
На Играма Макабија 1973. победио је у пешачењу на 20 и 50 километара. Ладани је 1976. године другу годину заредом поставио амерички рекорд у шетњи од 75 километара. Постао је прва особа која је икада освојила American Open и American Masters (40 година и више) шампионат у пешачењу од 75 километара. Поновио је подвиг 1977. и 1981. (до тада је догађај постао трка на 100 км).
Освојио је израелско државно првенство у пешачењу 28 пута од 1963. до 1988. Шест пута је освајао америчко државно првенство у пешачењу (од 1973. до 1981. године, укључујући шампионат на 75 км 1974–77, и титулу на 100 км 1974), два пута је освојио белгијско државно првенство у пешачењу (1971. и 1972), победио државно првенство у пешачењу у Швајцарској (1972) и победио је у Јужноафричком првенству у пешачењу (1975). Његов лични рекорд у пешачењу од 50 километара је 4:17:06 (1972). Наставио је да се такмичи са значајним успехом на нивоу мајстора и током седамдесетих. 2006. постао је први 70-годишњак који је прешао 100 километара за мање од 24 сата, поставивши светски рекорд у Охају од 21 сат, 45 минута и 34 секунде.
У 2012. години, у 75 година, још увек се такмичио у 35 догађаја годишње, и тврдио је да хода „[...] најмање 15 километара дневно“ и учествује у „[...] четворо- дан, 300 километара хода од Париза до Тубиза, у близини Брисела“.
На сваки рођендан хода у годинама у километрима, па је на рођендан 2012. године отишао у 76-минутну шетњу израелском јужном пустињом Негев . Процењује да је годишње препешачио 6000–7000 миља, укупно током живота преко пола милиона миља. У својој каријери Ладани никада није имао тренера. На питање у чему је највише уживао у шетњи, одговорио је „Завршити“. Ладани је на рођендан 2019. године прешао 83 км, али 2020. није могао да преброди 84 због пандемије ЦОВИД-19.

## Академска каријера
У свом академском животу Ладани је био предавач на Универзитету у Тел Авиву и више од три деценије професор индустријског инжењерства и менаџмента на Универзитету Бен Гурион у Негеву, где је раније био председник одсека. Имао је посете на Универзитету Колумбија, Универзитету Калифорнија, Ирвин, Технолошком институту Џорџије, Универзитету Емори, Универзитету Рутгерс, Градском универзитету Њујорка, Универзитету Темпле, Универзитету Кејптаун, Научном центру Берлин, Универзитету Сингапур и ЦСИРО (Мелбоурне).
Фокусира се на контролу квалитета и примењене статистике. Такође је аутор преко десетак научних књига и 110 научних чланака. Носилац је америчких патената за осам механичких дизајна.

## Филателија
Ладани је филателист. Његову колекцију телеграфских марака и пратећег материјала продао је Spink & Son у Лугану 2015.

## Аутобиографија
1997. године објављена је његова аутобиографија на хебрејском језику, под називом Шетња до Олимпијских игара. Године 2008. објављен је на енглеском језику, под насловом King of the Road: The Autobiography of an Israeli Scientist and a World Record-Holding Race Walker. О њему је 2012. године на италијанском језику Андреа Шиавон написала биографију и објавила га под насловом: Cinque cerrchi e una stella – Shaul Ladany, da Bergen-Belsen a Monaco '72 (ADD Editore, Torino).

## Кућа славних и награде
Године 2007. Ладани је одликован медаљом Пјера де Кубертена за изванредне услуге Олимпијском покрету. Цитиран је као посебна особа са „необичним изузетним спортским достигнућима током периода од четири деценије“.
Ладани је рекао да ће основати фонд за олимпијске шетње и понудити 1000 израелских шекела свим Израелцима који могу да заврше трку од 50 километара за мање од пет сати.
Израелско удружење за индустријски инжењеринг је 2008. године Ладаниу доделило награду за животно дело. Примљен је у Међународну јеврејску спортску кућу славних 2012. године.

## Приватни живот
Више од 50 година је у браку с Шош Ладани. Има ћерку и троје унучади који живе у Модину.

## Одабране публикације
- The Structure of the Printed Hebrew Language and Its Efficiency in Transmitting Information, by Shaul P. Ladany, Tel Aviv University, Leon Recanati Graduate School of Business Administration (1969)
- The Interaction of Linear Programming and Value Analysis, by Shaul P. Ladany, Tel Aviv University, Leon Recanati Graduate School of Business Administration (1969)
- Graphical Determination of Single Fraction-Defective Sampling Plans for Individual Small Lots, by Shaul P. Ladany, Tel Aviv University, Leon Recanati Graduate School of Business Administration (1970)
- English-Hebrew dictionary of statistical terminology, by Shaul P. Ladany, Israel Institute of Productivity (1970)
- Determination of Optimal Compressed Limit Gaging Sampling Plans, by Shaul P. Ladany, Tel Aviv University, Leon Recanati Graduate School of Business Administration (1971)
- Efficient Sampling by Artificial Attributes, by Avraham Beja and Shaul P. Ladany, Tel Aviv University, Leon Recanati Graduate School of Business Administration (1973–76)
- Optimal Car Rental Policy, by Shaul P. Ladany, Columbia University, Graduate School of Business (1974)
- Management science in sports, Robert Engel Machol and Shaul P. Ladany, North Holland Pub. Co. (1976)
- Optimal strategies in sports, by Shaul P. Ladany and Robert Engel Machol, North Holland Pub. Co. (1977)
- Optimal Segmentation of Walls Built on Slopes, by Shaul P. Ladany, Internat. Inst. für Management und Verwaltung (1978)
- Optimal Hotel Room Pricing Policy, by Avner Arbel and Shaul P. Ladany, School of Hotel Administration, Cornell University (1986)
- Optimal Cruise-liner Passenger Cabin Pricing Policy, by Avner Arbel and Shaul P. Ladany, School of Hotel Administration, Cornell University (1990)
- King of the Road: The Autobiography of an Israeli Scientist and a World Record-Holding Race Walker, by Shaul P. Ladany, Gefen Publishing (2008)

### Филателија
- Maximization of Revenue from Sale of United Nations Postage-stamps for Philatelic Purposes, by Shaul P. Ladany, Columbia university, 1968
- Greeting Telegrams of the Jewish National Fund, by Shaul P. Ladany, Society of Israel Philatelists Educational Fund (1995)